# Хефей
Хефей (合肥 Héféi) — місто на сході Китаю, адміністративний центр провинції Аньхой. Назва міста перекладається як «злиття річки Фей».

## Клімат
Місто знаходиться у зоні, котра характеризується вологим субтропічним кліматом. Найтепліший місяць — липень із середньою температурою 28.3 °C (83 °F). Найхолодніший місяць — січень, із середньою температурою 2.8 °С (37 °F).
| Клімат Хефея            | Клімат Хефея | Клімат Хефея | Клімат Хефея | Клімат Хефея | Клімат Хефея | Клімат Хефея | Клімат Хефея | Клімат Хефея | Клімат Хефея | Клімат Хефея | Клімат Хефея | Клімат Хефея | Клімат Хефея |
| Показник                | Січ.         | Лют.         | Бер.         | Квіт.        | Трав.        | Черв.        | Лип.         | Серп.        | Вер.         | Жовт.        | Лист.        | Груд.        | Рік          |
| Абсолютний максимум, °C | 18           | 24           | 28           | 32           | 35           | 37           | 38           | 37           | 36           | 32           | 31           | 22           | 38           |
| Середній максимум, °C   | 6            | 7            | 12           | 20           | 25           | 28           | 31           | 31           | 26           | 21           | 15           | 8            | 19           |
| Середня температура, °C | 2            | 4            | 9            | 16           | 21           | 25           | 28           | 28           | 23           | 17           | 11           | 5            | 16           |
| Середній мінімум, °C    | 0            | 1            | 6            | 12           | 17           | 21           | 25           | 24           | 19           | 13           | 7            | 1            | 12           |
| Абсолютний мінімум, °C  | −12          | −8           | −2           | 2            | 7            | 11           | 17           | 17           | 10           | 2            | −3           | −13          | −13          |
| Норма опадів, мм        | 30           | 50           | 70           | 90           | 100          | 110          | 170          | 110          | 80           | 60           | 50           | 20           | 1000         |
| ----------------------- | ------------ | ------------ | ------------ | ------------ | ------------ | ------------ | ------------ | ------------ | ------------ | ------------ | ------------ | ------------ | ------------ |
| Джерело: Weatherbase    |              |              |              |              |              |              |              |              |              |              |              |              |              |

## Історія
Хефей є одним з найдавніших міст Китаю. З VIII до VI століть до н. е. місто було у складі маленької держави Шу. За часів династії Цинь тут знаходилася резиденція правителів повіту Хефей.
У період правління імператорів династії Західна Хань Хефей був відомим торговельним містом, а в эпоху династії Північна Сун стало центром торгівлі зерном та рослинними оліями.
За династій Мін і Цінь тут була столиця префектури Лучжоу. До конця XIX століття Хефей належав до чотирьох найбільших і найважливіших торговельних вузлів провінції Аньхой.
У цьому місті сталося декілька важливих історичних подій, серед яких така видатна як битва біля Хефею у III столітті н. е..

## Економіка

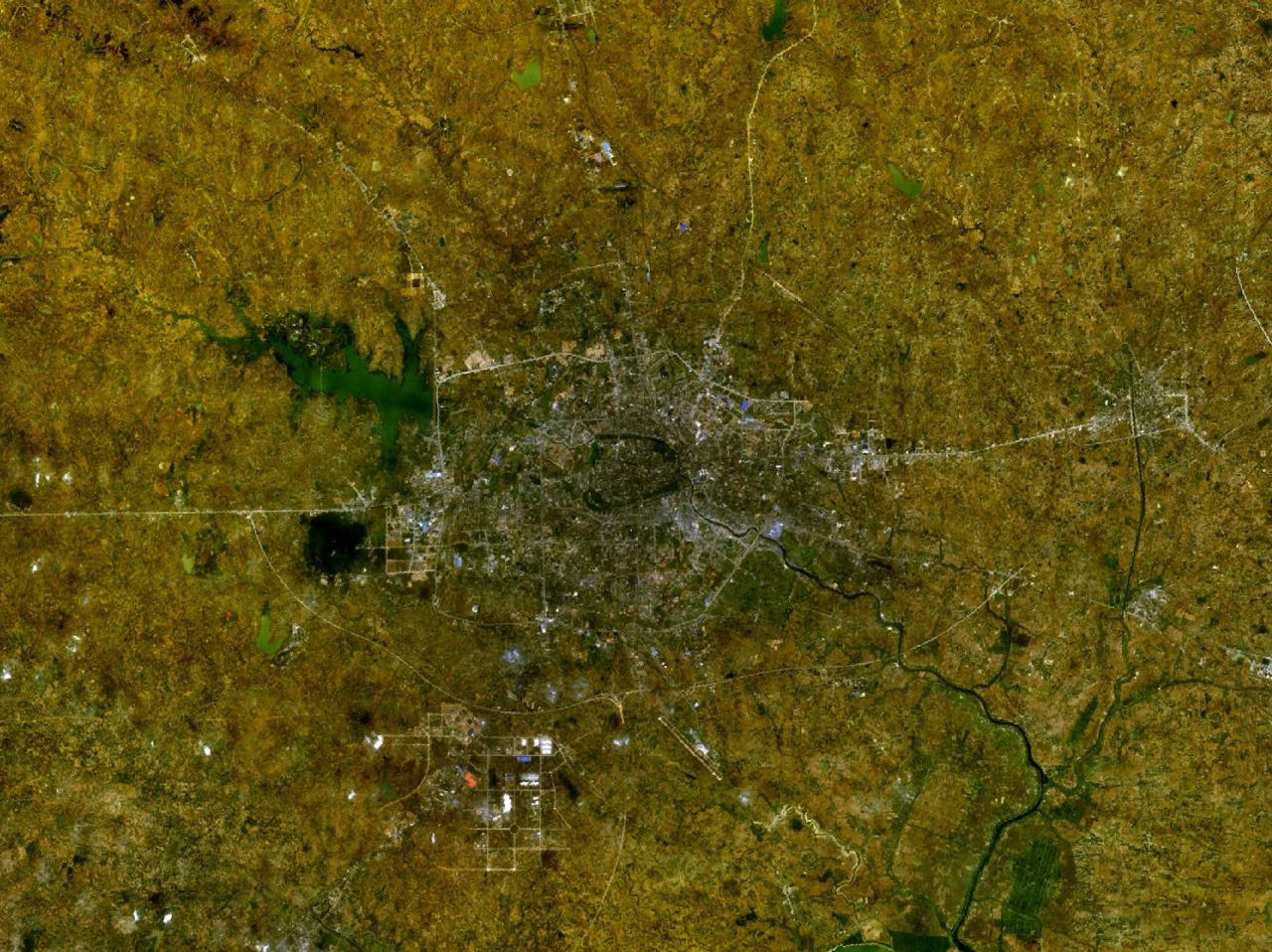
Хефей. Вид зверху.

У місті розвинені такі види промисловості: машинобудування, електроніка, текстиль, легка промисловість, хімічна та виробництво будівельних матеріалів. У 2004 величина ВВП Хефею становила 58.97 млрд юанів.
З грудня 2016 року в місті працює метрополітен.

## Наука і культура
У місті знаходяться 30 університетів і вузів, а також більше 50 професійно-технічних училищ, 190 науково-дослідницьких інститутів та закладів и организаций. Серед визначних місць є Зоопарк Хефей.

## Міста-побратими
- Фрітаун
- Бужумбура
- Колумбус, Огайо, США
- Ольборг,
- Лерида
- Вонджу
- Белфаст

## Відомі люди, що тут народилися
- Ян Чженьнін — фізик, нобелівський лауреат.
- Дуань Цижуй — військовий та політик.